# أكيم بريستلي
أكيم بريستلي (بالإنجليزية: Akeem Priestley)‏ هو لاعب كرة قدم جامايكي في مركز نصف الجناح، ولد في 12 أبريل 1985 في كينغستون في جامايكا. شارك مع منتخب جامايكا تحت 17 سنة لكرة القدم ومنتخب جامايكا تحت 20 سنة لكرة القدم ومنتخب جامايكا لكرة القدم. أما مع النوادي، فقد لعب مع نادي روفانييمن بالوسورا ونادي هاربور فيو.

## وصلات خارجية
- أكيم بريستلي على موقع قاعدة بيانات كرة القدم.إي يو (الإنجليزية)
- أكيم بريستلي على موقع ناشيونال فوتبول تيمز (الإنجليزية)
- أكيم بريستلي على موقع Soccerway.com (الإنجليزية)